# Croton spruceanus
Croton spruceanus är en törelväxtart som beskrevs av George Bentham. Croton spruceanus ingår i släktet Croton och familjen törelväxter. Inga underarter finns listade i Catalogue of Life.